# Isabel Bauzá
Isabel Bauzá (Madrid, 20 de abril de 1942) es una presentadora de televisión española.

## Biografía
Ingresó en Televisión española en 1959, con el programa Hacia la fama. En junio de ese mismo año, ingresó en la plantilla de presentadoras fijas. En esa primera época de la televisión en España, presentó también el musical Gran Parada (1960), el concurso De 500 a 500.000 (1963), junto a José Luis Pécker. Después compartiría plató con otras futuras promesas del medio.  Más tarde, seguirían Siempre en domingo (1971), con Manuel Martín Ferrand y Juan Antonio Fernández Abajo, El mundo de la televisión (1975-1976), con Santiago Vázquez y otros. 
En 1984 participó en el mítico programa La bola de cristal,  en el que presentaba la primera parte junto a Gerardo Amechazurra, enfrentándose ambos con los famosos Electroduendes.
Se le han concedido diversos Premios entre ellos el Premio Ondas (Nacionales de Televisión) a la Mejor Presentadora.

## Trayectoria en TV (programas presentados)
- ¿Quién es quién ?
- Arte infantil
- Walter y la familia Corchea
- Ven a jugar con nosotros
- Programas especiales de Navidad
- Fin de semana
- Plaza de España
- Kilómetro cero
- La semana que viene
- Con el código en la mano
- 5 duros por segundo
- Cita con el ingenio
- La subasta
- Estudio fotográfico
- Serenata
- Hacia la fama (1959).
- Gran Parada (1960).
- X-0 da dinero (1960).
- Carrusel (1960).
- De 500 a 500.000 (1963).
- En antena (1963-1965).
- Siempre en domingo (1971).
- Revistero (1975)
- El mundo de la televisión (1975-1976).
- Cuarto y mitad (1976-1977).
- Los espectáculos (1979).
- Cosas (1980-1981).
- Otras cosas (1981-1982).
- Próximamente (1982).
- La bola de cristal (1984-1985).
- El espejo mágico (1985-1986).
- Fases (1988).